# Maria Honowska
Maria Beata Honowska z domu Brodowska (ur. 8 grudnia 1924 w Warszawie, zm. 7 stycznia 2009 w Krakowie) – polska językoznawczyni, polonistka i slawistka, profesor Uniwersytetu Jagiellońskiego.
W czasie powstania warszawskiego była sanitariuszką. Studia rozpoczęła na tajnych kompletach Uniwersytetu Warszawskiego, magisterium uzyskała w 1947. Uczennica Witolda Doroszewskiego. Od 1947 związana z Uniwersytetem Jagiellońskim, gdzie pełniła funkcję dyrektorki Instytutu Filologii Słowiańskiej.
W dorobku Marii Honowskiej można wyodrębnić kilka wątków. Pierwszy to wybitne osiągnięcia w zakresie słowotwórstwa, zwłaszcza synchronicznego. Drugi – szeroko pojęta morfologia języków słowiańskich, zarówno w aspekcie synchronicznym, jak i diachronicznym. Trzecią dziedzinę badań stanowi węzeł, którego ośrodkiem jest składnia zdania i tekstu, powiązana z morfologią, a także z semantyką i pragmalingwistyką. Badania naukowe prowadziła równolegle z intensywną pracą dydaktyczną. Wykształciła liczną grupę magistrów slawistyki i polonistyki nie tylko w Krakowie, ale i w ówczesnej katowickiej WSP (obecnie Uniwersytet Śląski), gdzie przez kilka lat wykładała. Przez dwa lata wykładała także we Francji. Pod jej kierunkiem napisano także szereg prac doktorskich, opiniowała doktoraty, habilitacje, profesury w prawie wszystkich ośrodkach językoznawczych Polski.
Członkini Komitetu Językoznawstwa i Słowianoznawstwa Polskiej Akademii Nauk i Polskiej Akademii Umiejętności, Towarzystwa Miłośników Języka Polskiego oraz Polskiego Towarzystwa Językoznawczego.
Odznaczona m.in. Krzyżem Kawalerskim Orderu Odrodzenia Polski, Złotym Krzyżem Zasługi i Medalem Komisji Edukacji Narodowej.
Jest pochowana na cmentarzu Powązkowskim w Warszawie (kwatera 105, rząd 5, grób 25-26).

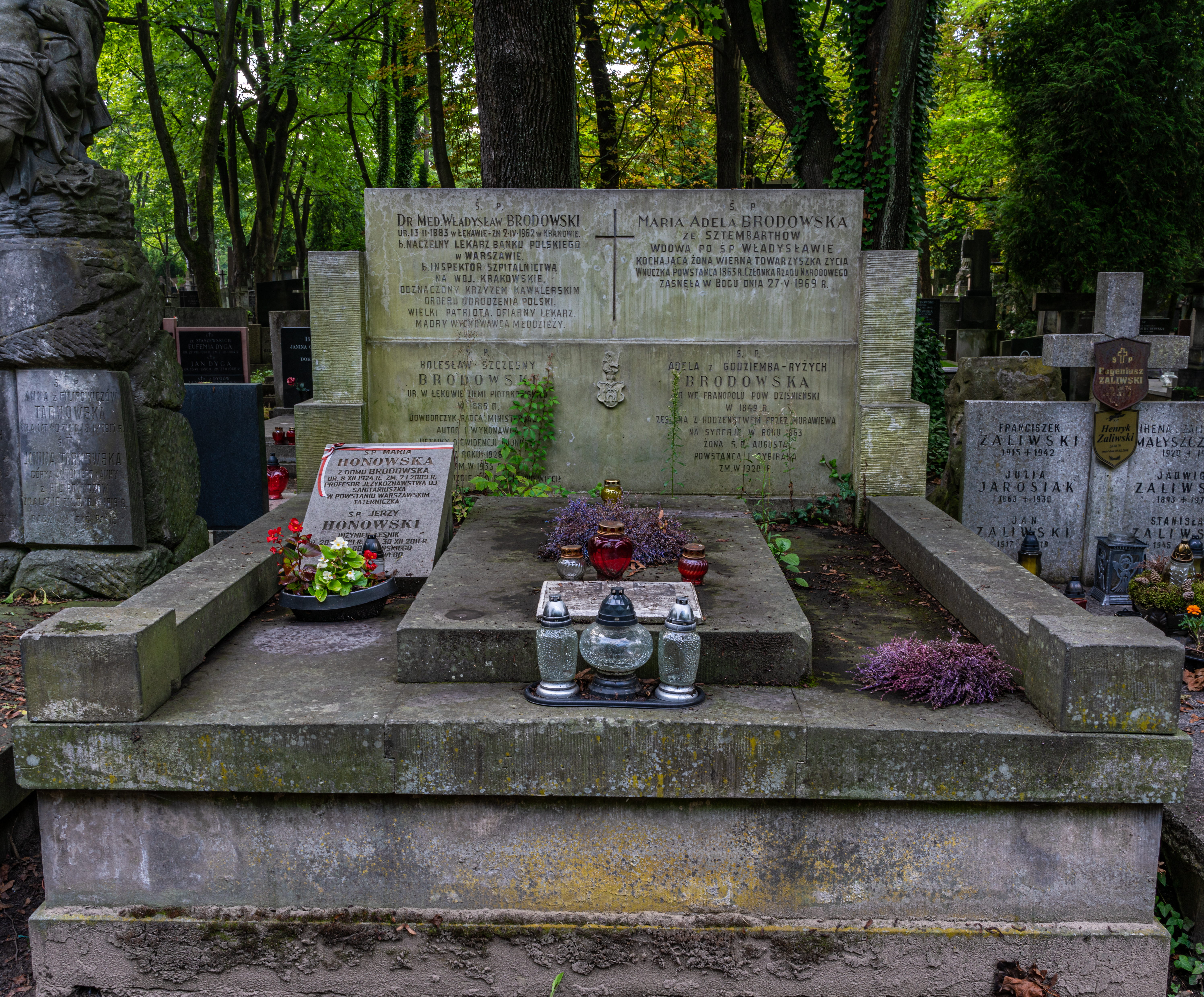
Grób Marii Honowskiej na cmentarzu Powązkowskim

Jej rodzicami byli Maria i Władysław Brodowski. Jej mężem był Jerzy Honowski. Mieli pięcioro dzieci.